# Задруга
 Тази статия е за славянската родова община.  За българското село Задруга вижте Задруга (село).  
Задругата е славянска родова община, характерна за всички славянски племена през време на родовообщинния строй.
Най-малката обществена единица у древните славяни не било семейството в днешния смисъл на думата, а родът.
Близките родове издигали селищата си в непосредствена близост едно до друго и така образували селищни „гнезда“ – родови селски общини, наричани задруги. По този начин родовете не си съперничели за ресурси – земя и съответно храна, и успявали да се събират бързо за война, както и за съвместни трудови и строителни начинания.
Задругарите не разполагали с частна собственост, освен личните вещи – дрехи, накити и оръжия. Земята и добитъкът били обща собственост и никой нямал самостоятелно право на наследяване върху тях. Продажбата ставала само със съгласие на всички семейни мъже в задругата.
Над всяка задруга властвали местните старейшини (старци, деди). Те имали най-голям авторитет, но това не било абсолютна власт. Важните въпроси се решавали от всички боеспособни мъже на специално общо събрание, наричано на старославянски език vetьe (стб. вяще, рус. вече; от vetь – съвет, сговор, съгласие).
Старците изпълнявали и жречески функции. Служели на боговете по време на календарните фестивали, устройвани в родовите светилища.
Освен старейшини задругите имали и княз (стбг. kъnęzъ), който не бил владетел, а само военен вожд и предвождал мъжете във време на война. При големите разселения на славяните през 6–7 век обаче социалното разслоение се задълбочило и вождовете придобили по-голямо влияние върху племената, а в преддържавния период вече били пълноценни владетели.
Задругите били обединени в жупа, а няколко жупи съставлявали славянското племе. Начело стоял върховен вожд, който у южните славяни се наричал жупан.
В България и Сърбия задругите се запазили до много късен период, причина за което е и османското владичество. Обединено в надсемейни общности, селското население имало много по-добри възможности за изхранване и отбрана в една враждебна държава. В Западна България задругите продължили да съществуват дори през 19 век, макар вече да нямали характер на селищни образувания, а представлявали големи родове, живеещи заедно в общи или съседни домове. В България задругите съществували до началото на 20 век, когато ново законодателство след Освобождението създало условия, непригодни за тях.